# Сатурніно Герран
Сатурніно Герран (ісп. Saturnino Herrán; 9 липня, 1887, Агуаскальєнтес — 8 жовтня, 1918, Мехіко) - мексиканський художник.

## Життєпис
Батько, професор Хосе Герран, був володарем єдиної в місті Агуаскальєнтес бібліотеки і утримував в місті книжкову крамницю. Він був скарбничим штату Агуаскальєнтес. Мати, Хосефа Джинкард, походила із франкомовної Швейцарії. Батько помер 1903 року і родина через два роки перебралась в місто Мехіко.

## Художня освіта
Сатурніно Герран відвідував приватні уроки ще в роки перебування в Агуаскальєнтесі. Його тодішні викладачі - Хосе Інес Товілла та Северо амадор, котрі виклажали малюнок та технологію олійного живопису. В Мехіко юнак почав працювати і годувати родину, навчаючись вечорми. Він обрав кар'єру художника, отримав стипендію і почав удосконалювати художню майстерність. Головним викладачем для Сатурніно став художник Антоніо Фабрес, каталонець за походженням і прихильник реалізму. Сатурніно став його учнем і засвоїв як реалістичну манеру, так і впливи каталонського модернізму початку ХХ століття. Серед співучнів Сатурніно Геррана були Дієго Рівера та Роберто Монтенегро. Сатурніно запропонували стипендію для продовження художньої освіти в Європі. Але молодий художник відмовися, бо не хотів полишати матір одну.
Досить швидко він отримав визнання як художник. Схильність до узагальнень в малюванні та до декоративних якостей в живопису приводять художника до створення проектів для вітражів та до книжкових ілюстрацій. Композиції Сатурніно Геррана коливають від побутових сцен до символічних зображень. В побутових сценах переважають сюжети з життя креолів та минулого індіанських племен.

## Родина
Сатурніно Герран узяв шлюб 1914 року із Росаріо Арельяно, мав сина. Помер в жовтні 1918 року в Мехко після операції на шлунку. 

## Вибрані твори
- «Наші стародавні боги» (триптих)
- «Стрілець»
- «Збори врожаю», 1909 р.
- «Праця»
- «Легенда про вулкани»
- «Квіти до дня мертвих», 1913 р.
- «Жінка із Теуантепека», 1914 р.
- «Продаж бананів»
- «Жінки продають горщики»

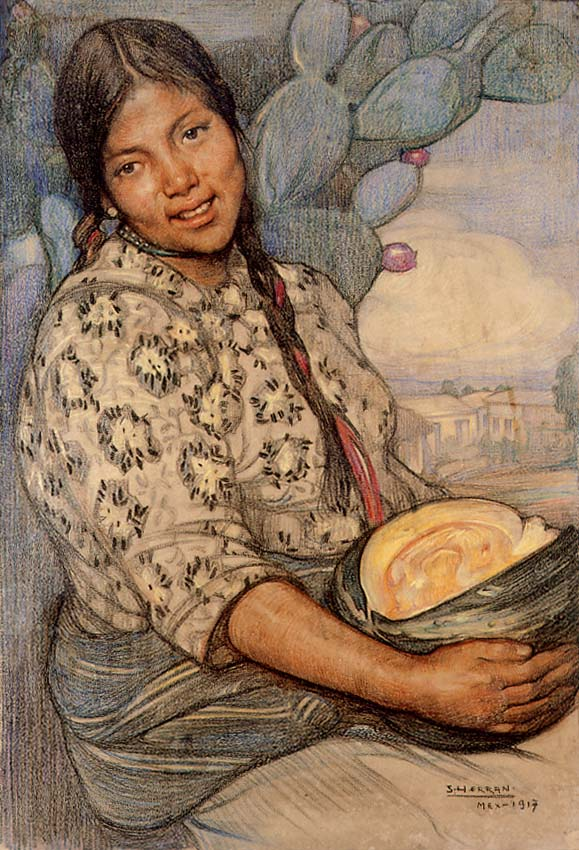
«Дівчина з гарбузом», 1917 р.

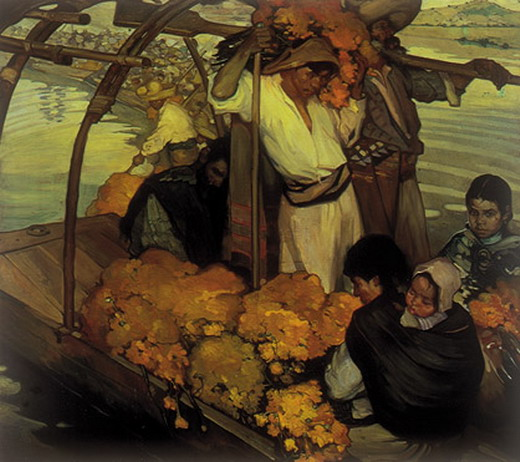
«Квіти до дня мертвих», 1913 р.

- Декоративні панно (Національна школа мистецтв і ремесел, Мехіко)
- «Дівчина з гарбузом», 1917 р.

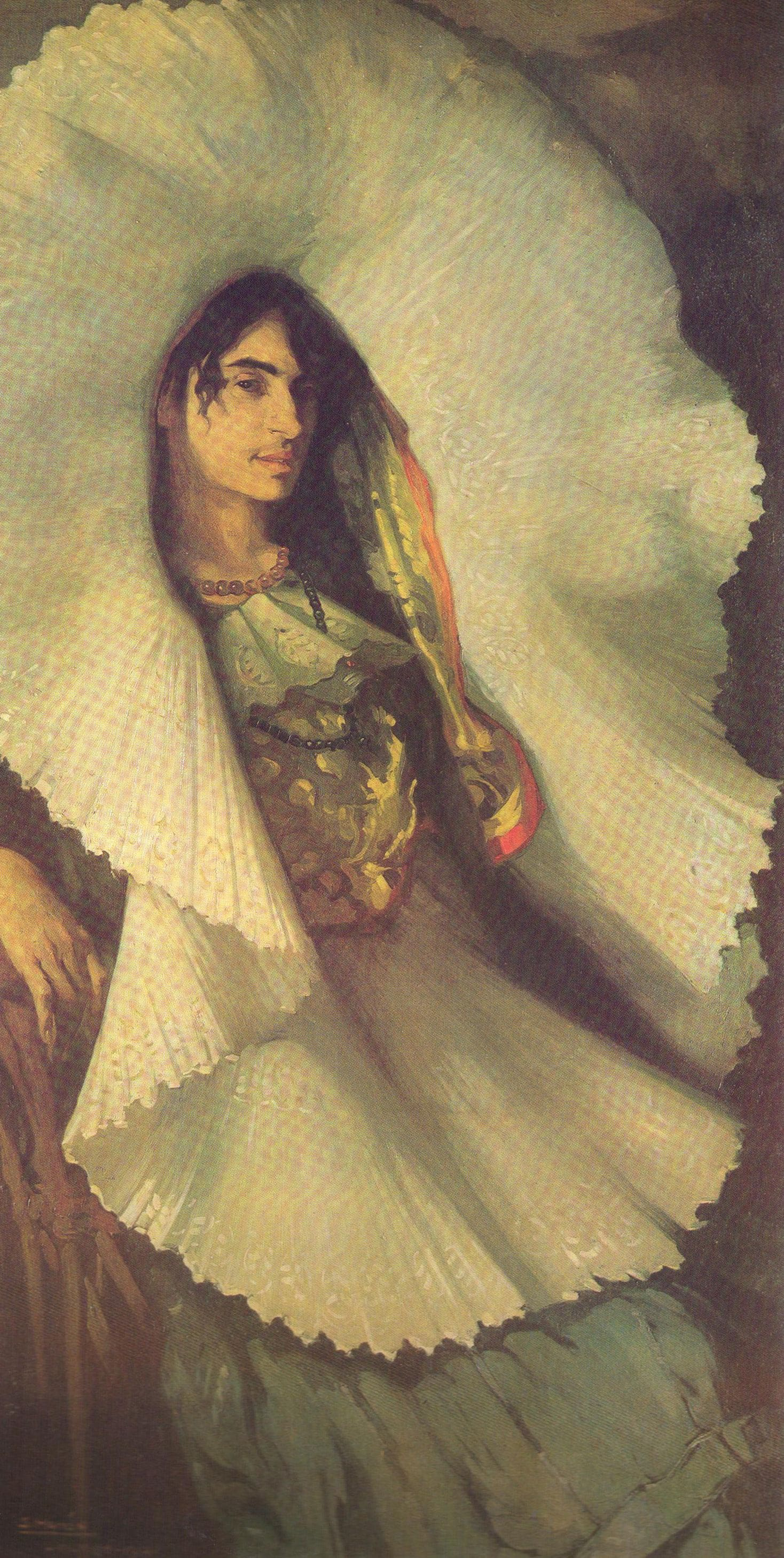
«Жінка із Теуантепека», 1914 р.
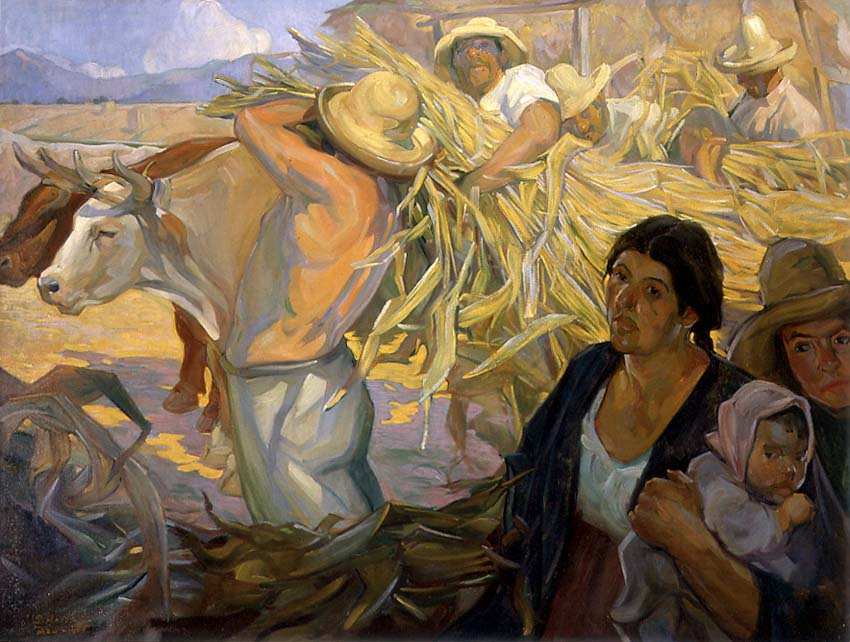
«Збори врожаю», 1909 р.
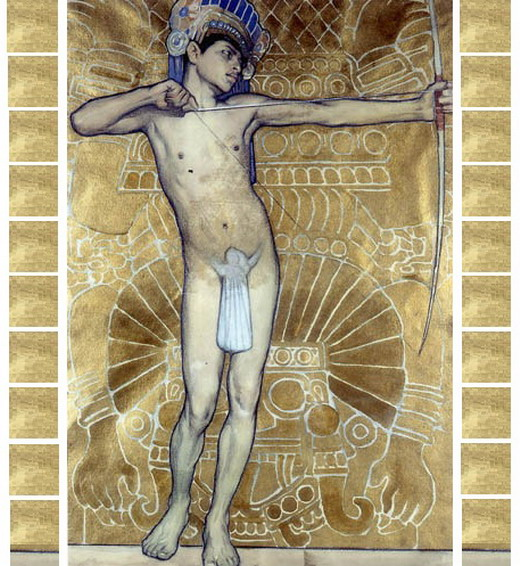
«Стрілець»
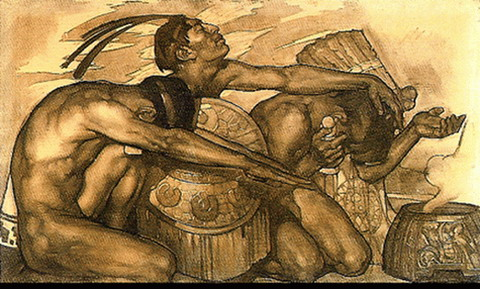
«Малюнок», 1917 року.